# Naoki Naitō
Naoki Naitō (jap. 内藤 直樹, Naitō Naoki; * 30. Mai 1968 in der Präfektur Shizuoka) ist ein ehemaliger japanischer Fußballspieler.

## Karriere
Naitō erlernte das Fußballspielen in der Schulmannschaft der Tokai University Daiichi High School und der Universitätsmannschaft der Chūō-Universität. Seinen ersten Vertrag unterschrieb er 1991 bei Hitachi. Der Verein spielte in der höchsten Liga des Landes, der Japan Soccer League. Für den Verein absolvierte er 20 Erstligaspiele. 1992 wechselte er zu Shimizu S-Pulse. Der Verein spielte in der höchsten Liga des Landes, der J1 League. 1992 und 1993 erreichte er das Finale des J.League Cup. Für den Verein absolvierte er 94 Erstligaspiele. 1996 wechselte er zum Ligakonkurrenten Sanfrecce Hiroshima. 1996 erreichte er das Finale des Kaiserpokals. Für den Verein absolvierte er 26 Erstligaspiele.
1997 wechselte er zum Ligakonkurrenten Vissel Kōbe. Für den Verein absolvierte er 23 Erstligaspiele. Ende 1998 beendete er seine Karriere als Fußballspieler.

## Erfolge
Shimizu S-Pulse
- J.League Cup

Finalist: 1992, 1993
Sanfrecce Hiroshima
- Kaiserpokal

Finalist: 1996